# Saque de Roma (410)
Saque de Roma em 24 de agosto do ano 410 foi realizado pelos visigodos liderados por seu rei, Alarico. Naquela época, Roma não era mais a capital do Império Romano Ocidental, tendo sido substituída nessa posição primeiro por Mediolano em 286 e depois por Ravena em 402. No entanto, a cidade de Roma manteve uma posição de destaque como "a cidade eterna" e um centro espiritual do Império. A pilhagem perpetrada pelos visigodos foi um grande choque para contemporâneos, amigos e inimigos do Império.
Esta foi a primeira vez em quase 800 anos que Roma caiu nas mãos de um inimigo estrangeiro. O saque de Roma anterior havia sido realizado pelos gauleses sob seu líder Breno em 390 ou 387/6 a.C. O saque de 410 é visto como um marco importante na queda do Império Romano Ocidental. São Jerônimo, que vivia em Belém na época, escreveu; "a cidade que havia conquistado o mundo inteiro foi conquistada".

## Antecedentes
As tribos germânicas haviam passado por grandes mudanças tecnológicas, sociais e econômicas após quatro séculos de contato com o Império Romano. Do séculos I ao IV, as populações, a produção econômica e as confederações tribais germânicas cresceram, assim como sua capacidade de conduzir guerras, a ponto de desafiar o poder de Roma.
Os godos, uma das tribos germânicas, invadiram o Império Romano intermitentemente desde 238. Mas no final do século IV, os hunos começaram a invadir as terras das tribos germânicas e empurraram muitos deles para dentro do Império Romano com maior fervor  Em 376, os hunos forçaram muitos godos tervíngios liderados por Fritigerno e Alavivo a buscar refúgio no Império Romano Oriental. Logo depois, a fome, os altos impostos, o ódio da população romana e a corrupção governamental voltaram os godos contra o império. Os godos rebelaram-se e começaram a pilhar e saquear os Bálcãs orientais. Um exército romano, liderado pelo imperador romano oriental Valente, marchou para derrubá-los. Na Batalha de Adrianópolis em 378, Fritigerno derrotou decisivamente o imperador Valente, que foi morto durante a batalha. A paz foi finalmente estabelecida em 382, quando o novo imperador oriental, Teodósio I, assinou um tratado com os tervíngios, que se tornariam conhecidos como os visigodos. O tratado tornou os visigodos súditos do império como federados. Eles receberam a parte norte das dioceses da Dácia e da Trácia e, embora as terras permanecessem sob a soberania romana e os visigodos devessem prestar o serviço militar, eles eram considerados autônomos.
Fritigerno morreu por volta de 382. Em 391, um chefe gótico chamado Alarico foi declarado rei por um grupo de visigodos, embora a hora exata em que isso aconteceu (Jordanes diz que Alarico foi tornado rei em 400, enquanto Peter Heather afirma que foi 395) e a natureza desta posição sejam debatidos. Ele então liderou uma invasão ao território romano oriental fora das terras designadas pelos godos. Alarico foi derrotado por Teodósio e seu general Estilicão em 392, que forçou Alarico a voltar à vassalagem romana. Em 394, Alarico liderou uma força de visigodos como parte do exército de Teodósio para invadir o Império Romano Ocidental. Na Batalha de Frígido, cerca de metade dos visigodos presentes morreram lutando contra o exército romano ocidental liderado pelo usurpador Eugênio e seu general Arbogasto. Teodósio ganhou a batalha e, embora Alarico tenha recebido o título de comes por sua bravura, as tensões entre os godos e os romanos cresceram, visto que os generais romanos vinham tentando enfraquecer os godos. Alarico também ficou furioso por não ter recebido um cargo mais alto na administração imperial.

### Invasão visigótica de Roma

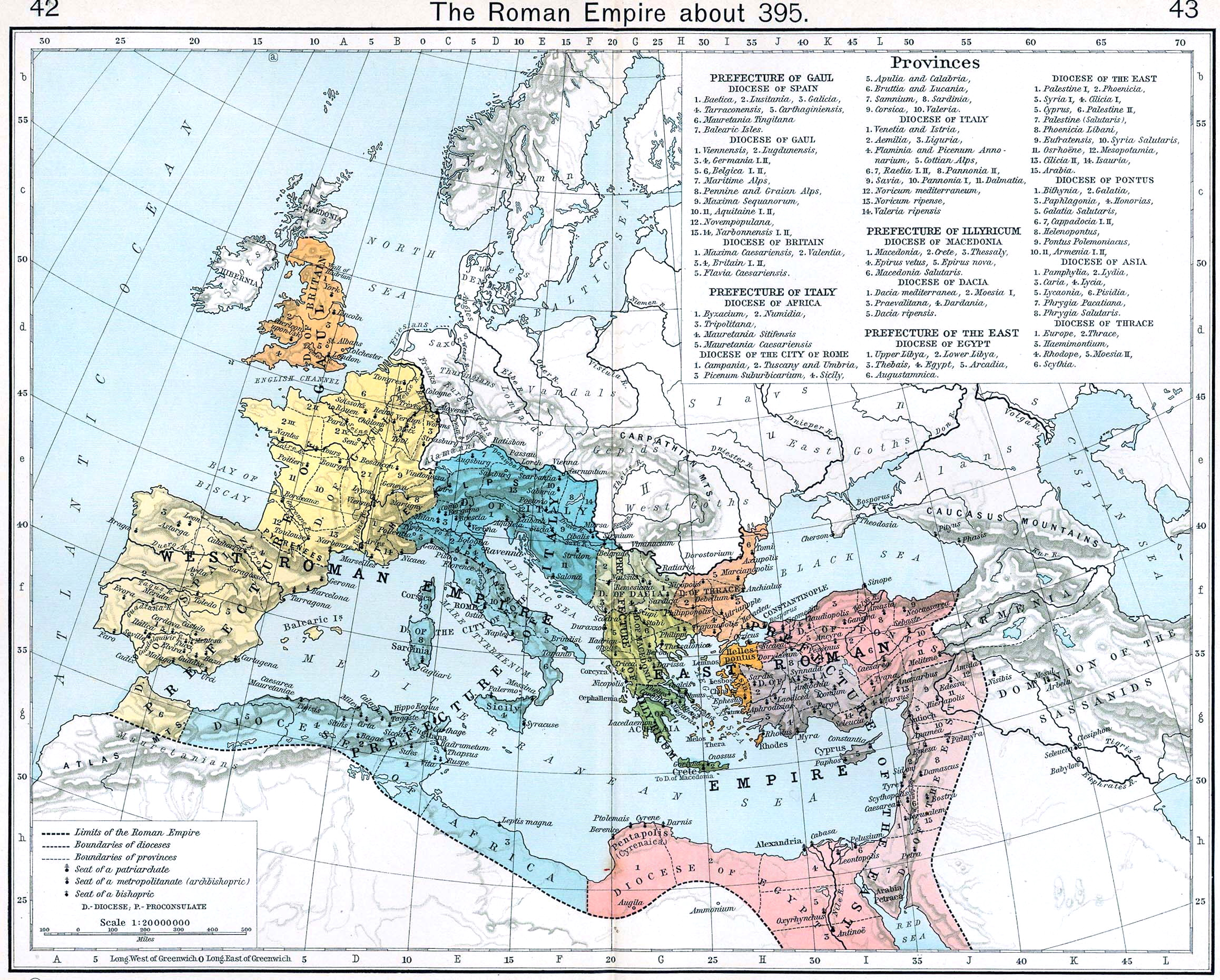
As divisões administrativas do Império Romano em 395, sob Teodósio I

Quando Teodósio morreu em 17 de janeiro de 395, os visigodos consideraram que seu tratado de 382 com Roma havia terminado. Alarico rapidamente conduziu seus guerreiros de volta às suas terras na Mésia, reuniu a maioria dos godos federados nas províncias do Danúbio sob sua liderança e instantaneamente se rebelou, invadindo a Trácia e se aproximando da capital romana oriental de Constantinopla. Os hunos, no mesmo momento, invadiram a Ásia Menor. A morte de Teodósio também destruiu a estrutura política do império: os filhos de Teodósio, Honório e Arcádio, receberam os impérios ocidental e oriental, respectivamente, mas eles eram jovens e precisavam de orientação. Uma luta pelo poder surgiu entre Estilicão, que reivindicou a tutela de ambos os imperadores, mas ainda estava no oeste com o exército que derrotou Eugênio, e Rufino, o prefeito pretoriano do Oriente, que assumiu a tutela de Arcádio na capital oriental de Constantinopla. Estilicão afirmou que Teodósio o havia concedido com a guarda exclusiva aos filhos em seu leito de morte e reivindicou autoridade sobre o Império Oriental, bem como o Ocidental.
Rufino negociou com Alarico para que ele se retirasse de Constantinopla (talvez prometendo terras na Tessália). Seja por qual tenha sido o motivo, Alarico marchou de Constantinopla para a Grécia, saqueando a diocese da Macedônia.
Estilicão, o mestre dos dois exércitos (magister utriusque militiae), marchou para o leste à frente de um exército combinado ocidental e oriental da Itália. Alarico se fortificou atrás de um círculo de carroças na planície de Lárissa, na Tessália, onde Estilicão o sitiou por vários meses, sem vontade de lutar. Por fim, Arcádio, sob a aparente influência daqueles que eram hostis a Estilicão, ordenou-lhe que deixasse a Tessália. Estilicão obedeceu às ordens de seu imperador, enviando suas tropas orientais a Constantinopla e levando as ocidentais de volta à Itália. As tropas orientais que Estilicão enviara para Constantinopla eram lideradas por um godo chamado Gainas. Quando Rufino encontrou os soldados, ele foi assassinado em novembro de 395. Não se sabe se isso foi feito por ordem de Estilicão, ou talvez por causa do substituto de Rufino, Eutrópio.
A retirada de Estilicão libertou Alarico para pilhar grande parte da Grécia, incluindo Pireu, Corinto, Argos e Esparta. Atenas conseguiu pagar um resgate para evitar ser saqueada. Foi apenas em 397 que Estilicão retornou à Grécia, tendo reconstruído seu exército principalmente com aliados bárbaros e acreditando que o governo romano oriental agora receberia bem sua chegada. Depois de algumas lutas, Estilicão prendeu e sitiou Alarico em Foloi. Então, mais uma vez, Estilicão retirou-se para a Itália e Alarico marchou para o Epiro. Por que Estilicão mais uma vez falhou em despachar Alarico é uma questão em debate. Sugeriu-se que o exército predominantemente bárbaro de Estilicão não era confiável ou que outra ordem de Arcádio e do governo oriental forçou sua retirada. Outros sugerem que Estilicão fez um acordo com Alarico e traiu o Oriente. Seja qual for o caso, Estilicão foi declarado inimigo público no Império Oriental no mesmo ano.
A violência de Alarico no Epiro foi suficiente para fazer o governo romano oriental oferecer-lhe termos em 398. Eles tornaram Alarico mestre dos soldados da Ilíria, dando-lhe o comando romano que ele queria e dando-lhe rédea livre para pegar os recursos de que precisava, incluindo armamentos, em sua província designada. Enquanto isso, Estilicão sufocou uma rebelião na África em 399, que havia sido instigada pelo império romano oriental, e casou sua filha Maria com o imperador ocidental de apenas 11 anos de idade, Honório, fortalecendo seu domínio do poder no Ocidente.

## Primeira invasão visigótica da Itália
Aureliano, o novo prefeito pretoriano do Oriente após a execução de Eutrópio, destituiu Alarico de seu título para Ilírico em 400. Entre 700 e 7 mil soldados góticos e suas famílias foram massacrados em um motim em Constantinopla em 12 de julho de 400. Gainas, que a certa altura fora nomeado mestre dos soldados, rebelou-se, mas foi morto pelos hunos sob o comando de Uldino, que mandou sua cabeça de volta para Constantinopla como um presente. Com esses eventos, particularmente o uso de Roma dos temidos hunos e o isolamento do funcionalismo romano, Alarico sentiu que sua posição no Oriente era precária. Então, enquanto Estilicão estava ocupado lutando contra uma invasão de vândalos e alanos na Récia e em Nórica, Alarico liderou seu povo na invasão da Itália em 401, alcançando-a em novembro sem encontrar muita resistência. Os godos capturaram algumas cidades não identificadas e sitiaram Mediolano, a capital romana ocidental. Estilicão, agora com os federados alanos e vândalos em seu exército, aliviou o cerco, forçando uma travessia do rio Adda. Alarico se retirou para Palência. No domingo de Páscoa, 6 de abril de 402, Estilicão lançou um ataque surpresa que se tornou a Batalha de Palência, que terminou em empate e causou o recuo de Alarico. Após breves negociações e manobras, as duas forças entraram em confronto novamente na Batalha de Verona, onde Alarico foi derrotado e sitiado em uma fortaleza na montanha, tendo sofrido pesadas baixas. Neste ponto, vários godos em seu exército começaram a abandoná-lo, incluindo Saro, que passou para o lado dos romanos. Alarico e seu exército então se retiraram para as terras fronteiriças perto da Dalmácia e da Panônia. Honório, temeroso após a quase captura de Mediolano, mudou a capital romana ocidental para Ravena, que era mais defensável com seus pântanos naturais e mais escapável com seu acesso ao mar. A mudança da capital para Ravena pode ter desconectado a corte ocidental dos acontecimentos além dos Alpes, focando suas preocupações na defesa da Itália, o que enfraqueceu o Império Ocidental como um todo.
Com o tempo, Alarico se tornou um aliado de Estilicão, concordando em ajudar a reivindicar a prefeitura pretoriana de Ilíria para o Império Ocidental. Para tanto, Estilicão nomeou Alarico mestre dos soldados da Ilíria em 405. No entanto, o gótico Radagaiso invadiu a Itália naquele mesmo ano, colocando tais planos em espera. Estilicão e os romanos, reforçados por alanos, godos sob o comando de Saro e pelos hunos sob comando de Uldin, conseguiram derrotar Radagaiso em agosto de 406, mas somente após a devastação do norte da Itália. Doze mil dos godos sob comando de Radagaiso foram pressionados ao serviço militar romano e outros foram escravizados. Muitos foram vendidos como escravos pelas forças romanas vitoriosas, o que fez com que os preços dos escravos despencassem temporariamente.
Somente no ano 407 que Estilicão voltou sua atenção para a Ilíria, reunindo uma frota para apoiar a invasão proposta por Alarico. Mas então as limes do Reno desabaram sob o peso de hordas de vândalos, suevos e alanos, que inundaram a Gália. A população romana ali atacada levantou-se em rebelião sob o comando do usurpador Constantino III. Estilicão se reconciliou com o Império Romano do Oriente em 408 e os visigodos, sob comando de Alarico. perderam seu valor para Estilicão. Alarico então invadiu e assumiu o controle de partes da Nórica e da alta Panônia na primavera de 408. Ele exigiu 288 mil soldos (quatro mil libras de ouro) e ameaçou invadir a Itália se não conseguisse. Isso era equivalente à quantidade de dinheiro ganho em receitas de propriedades por uma única família senatorial em um ano. Com grande dificuldade, Estilicão conseguiu fazer com que o Senado Romano concordasse em pagar o resgate, que consistia em comprar aos romanos uma nova aliança militar com Alarico, que iria para a Gália lutar contra o usurpador Constantino III. O debate sobre pagar ou não Alarico enfraqueceu o relacionamento de Estilicão com Honório.

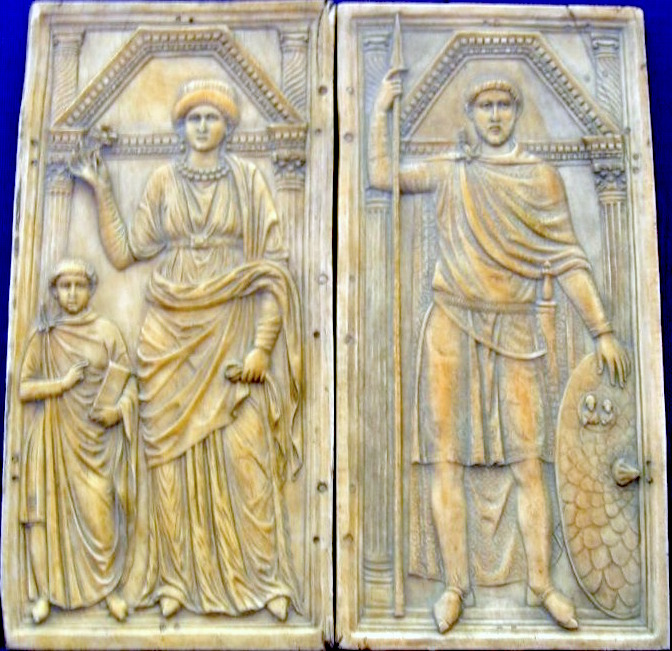
Díptico de marfim de Estilicão (à direita) com sua esposa Serena e filho Euquério, ca. 395

Antes que o pagamento pudesse ser recebido, no entanto, o imperador romano oriental Arcádio morreu em 1° de maio de 408, por conta de uma doença. Ele foi sucedido por seu filho, Teodósio II. Honório queria ir para o Oriente para garantir a sucessão de seu sobrinho, mas Estilicão o convenceu a ficar e permitir que ele mesmo fosse em seu lugar. Olímpio, um oficial palatino e inimigo de Estilicão, espalhou falsos rumores de que Estilicão planejava colocar seu próprio filho Euquério no trono do Oriente e muitos passaram a acreditar nele. Soldados romanos se amotinaram e começaram a matar oficiais que eram conhecidos apoiadores de Estilicão. As tropas bárbaras de Estilicão se ofereceram para atacar os amotinados, mas ele os proibiu. Em vez disso, ele foi a Ravena para se encontrar com o imperador para resolver a crise. Honório, agora acreditando nos rumores da traição, ordenou a prisão de Estilicão, que buscou refúgio em uma igreja em Ravena, mas foi atraído por promessas de segurança. Ao pisar para fora, ele foi preso e informado que seria executado imediatamente por ordem de Honório. Estilicão se recusou a permitir que seus seguidores resistissem e foi executado em 22 de agosto de 408. O general meio vândalo, meio romano, foi responsável por impedir o colapso do Império Romano Ocidental durante seus 13 anos de governo, sendo que sua morte teria profundas repercussões no Ocidente. Seu filho Euquério foi executado pouco depois em Roma.
A execução de Estilicão interrompeu o pagamento a Alarico e seus visigodos, que não receberam nada.
Olímpio foi nomeado mestre dos ofícios e substituiu Estilicão como o poder por trás do trono. Seu novo governo era fortemente antigermânico e obcecado em expurgar todo e qualquer ex-partidário de Estilicão. Os soldados romanos começaram a massacrar indiscriminadamente os soldados federados bárbaros aliados e suas famílias nas cidades romanas. Milhares deles fugiram da Itália e buscaram refúgio com Alarico na Nórica. Zósimo relata que o número de refugiados era de 30 mil pessoas, mas Peter Heather e Thomas Burns acreditam que esse número é incrivelmente alto. Heather argumenta que Zósimo interpretou mal sua fonte e que 30 mil é o número total de guerreiros sob o comando de Alarico depois que os refugiados se juntaram a ele.

## Segunda invasão visigótica da Itália

### Primeiro cerco de Roma
Tentando chegar a um acordo com Honório, Alarico pediu reféns, ouro e permissão para se mudar para a Panônia, mas Honório recusou. Alarico, ciente do estado enfraquecido das defesas na Itália, invadiu seis semanas após a morte de Estilicão. Ele também enviou esta notícia a seu cunhado Ataulfo para se juntar à invasão assim que pudesse com reforços. Alarico e seus visigodos saquearam Rimini e outras cidades enquanto se moviam para o sul. A marcha de Alarico foi feita sem oposição e sem pressa, como se estivessem indo para um festival, segundo Zósimo. Saro e seu bando de godos, ainda na Itália, permaneceram neutros e indiferentes.
A cidade de Roma pode ter abrigado até 800 mil pessoas, tornando-se a maior do mundo na época. Os godos sob o comando de Alarico sitiaram a cidade no final de 408. O pânico varreu suas ruas e houve uma tentativa de restabelecer os rituais pagãos na cidade ainda religiosamente misturada para afastar os visigodos. O Papa Inocêncio I até concordou com isso, desde que fosse feito em particular. Os sacerdotes pagãos, no entanto, disseram que os sacrifícios só poderiam ser feitos publicamente no Fórum Romano e a ideia foi abandonada.

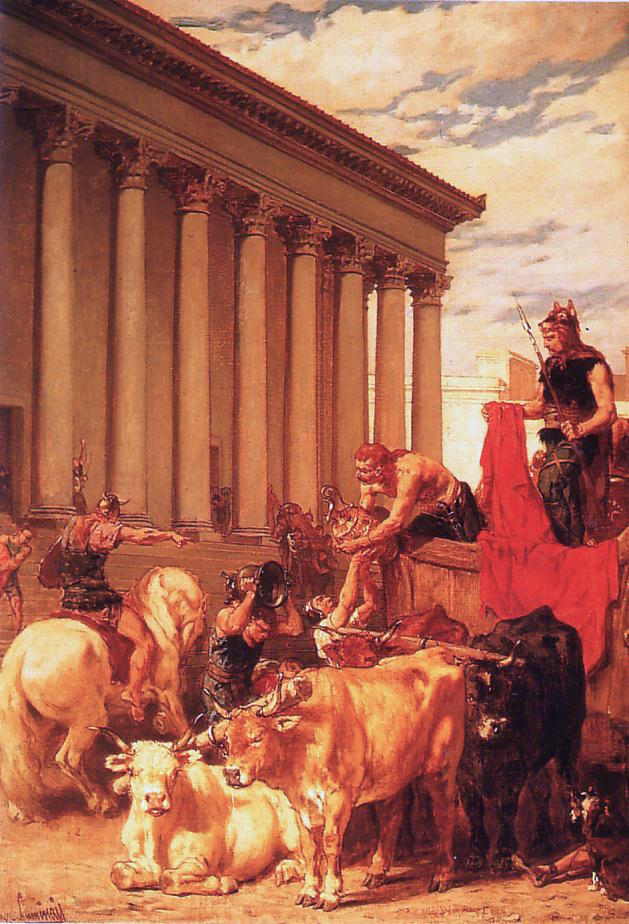
O Saque de Roma por Évariste Vital Luminais. Nova York, Galeria Sherpherd.

Serena, a esposa do proscrito Estilicão e prima do imperador Honório, estava na cidade e, segundo a população romana, acredita-se, com poucas evidências, estar incentivando a invasão de Alarico. Gala Placídia, irmã do imperador Honório, também foi presa na cidade e deu seu consentimento ao Senado Romano para executar Serena, que foi então estrangulada até a morte.
As esperanças de ajuda do governo imperial diminuíram à medida que o cerco continuou e Alarico assumiu o controle do rio Tibre, que cortou os suprimentos que iam para Roma. Os grãos foram racionados à metade e, depois, a um terço do valor anterior. A fome e as doenças se espalharam rapidamente pela cidade e corpos apodrecidos foram deixados pelas ruas. O Senado Romano decidiu então enviar dois enviados a Alarico. No entanto, quando eles se gabaram de que o povo romano era treinado para lutar e estava pronto para a guerra, Alarico riu deles e disse: "A grama mais espessa é mais fácil de cortar do que a mais fina." Os enviados perguntaram em que termos o cerco poderia ser suspenso e Alarico exigiu todo o ouro e prata, utensílios domésticos e escravos bárbaros da cidade. Um enviado perguntou o que sobraria para os cidadãos de Roma. Alarico respondeu: "Suas vidas." Por fim, a cidade foi forçada a dar aos godos 5 mil libras de ouro, 30 mil libras de prata, 4 mil túnicas de seda, 3 mil peles tingidas de escarlate e 3 mil libras de pimenta em troca do levantamento do cerco. Os escravos bárbaros fugiram para Alarico também, aumentando suas forças para cerca de 40 mil homens. Muitos dos escravos bárbaros eram provavelmente ex-seguidores de Radagaiso. Para levantar o dinheiro necessário, os senadores romanos deveriam contribuir de acordo com seus recursos. Isso levou à corrupção e ao abuso, e a soma ficou menor que o esperado. Os romanos então despiram e derreteram estátuas pagãs e santuários para compensar a diferença. Zósimo relata que uma dessas estátuas era da deusa Virtude e que, quando ela foi derretida para pagar aos bárbaros, parecia "tudo o que restava do valor e intrepidez romanos foi totalmente extinto".
Honório consentiu com o pagamento do resgate e com ele os visigodos suspenderam o cerco e retiraram-se para a Etrúria em dezembro de 408.

### Segundo cerco

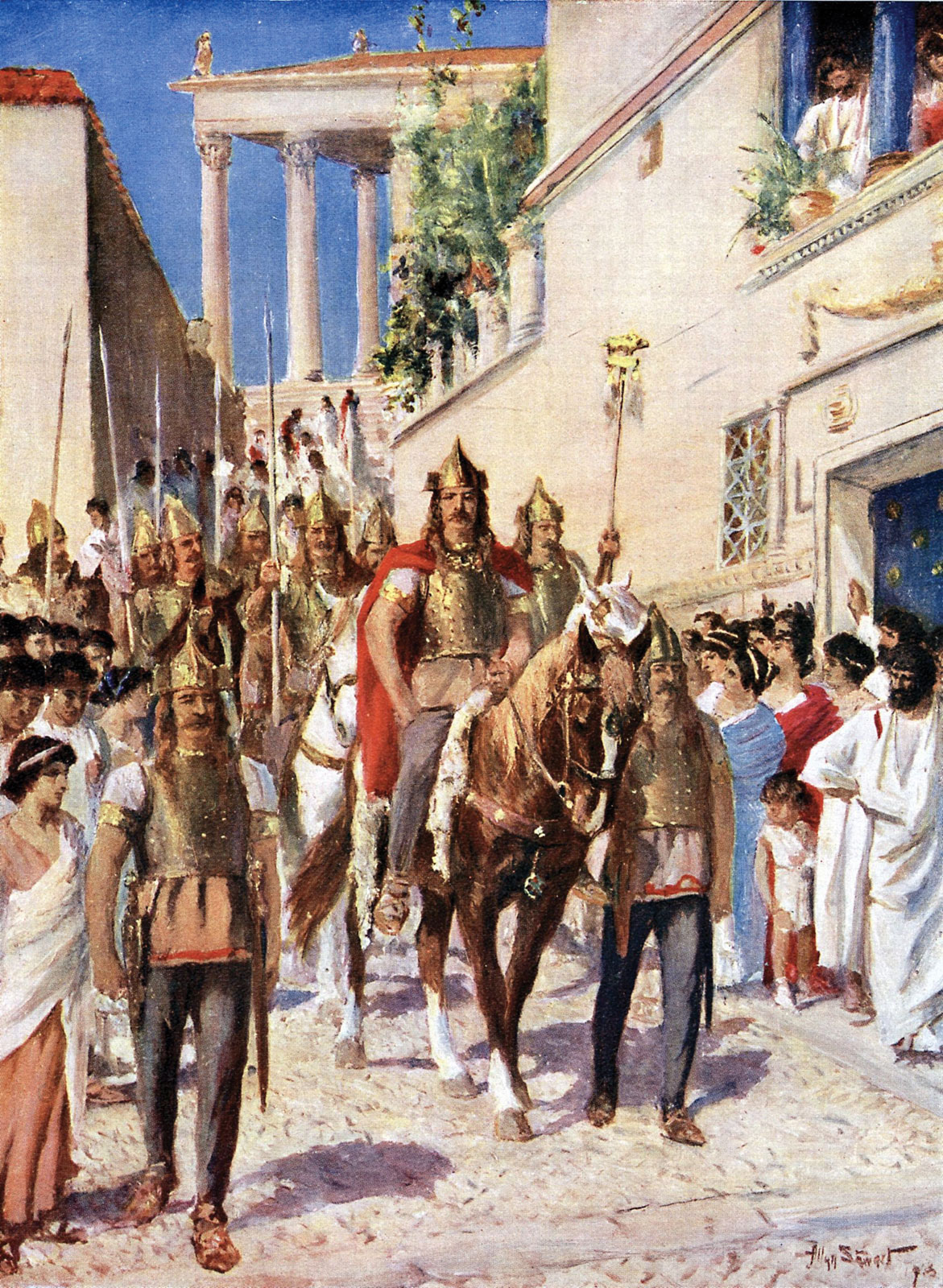
Alarico e os visigodos em Atenas. Ilustração da década de 1920

Em janeiro de 409, o Senado enviou uma embaixada à corte imperial em Ravena para encorajar o imperador a chegar a um acordo com os godos e dar filhos aristocráticos romanos como reféns aos godos como garantia. Alarico então retomaria sua aliança com o Império Romano. Honório, sob a influência de Olímpio, recusou e chamou cinco legiões da Dalmácia, totalizando seis mil homens. Eles deveriam ir a Roma e guarnecer a cidade, mas seu comandante, um homem chamado Valente, marchou com seus soldados para a Etrúria, acreditando ser covarde contornar os godos. Ele e seus homens foram interceptados e atacados por toda a força de Alarico e quase todos foram mortos ou capturados. Apenas 100 deles conseguiram escapar e chegar a Roma.
Uma segunda embaixada senatorial, desta vez incluindo o Papa Inocêncio I, foi enviada com guardas godos a Honório para suplicar que ele aceitasse as exigências dos visigodos. O governo imperial também recebeu a notícia de que Ataulfo, o cunhado de Alarico, cruzou os Alpes Julianos com seus godos para a Itália com a intenção de se juntar a Alarico. Honório convocou todas as forças romanas disponíveis no norte da Itália. Honório colocou 300 hunos da guarda imperial sob o comando de Olímpio e, possivelmente, as outras forças também e ordenou que ele interceptasse Ataulfo. Eles entraram em confronto perto de Pisa e, apesar de sua força supostamente ter matado 1 100 godos e ter perdido apenas 17 de seus próprios homens, Olímpio foi forçado a recuar para Ravena. Ataulfo então se juntou a Alarico. Esta falha fez com que Olímpio caísse do poder e fugisse para a Dalmácia para salvar a sua vida. Jóvio, o prefeito pretoriano da Itália, substituiu Olímpio como o poder por trás do trono e recebeu o título de patrício. Jóvio arquitetou um motim de soldados em Ravena que exigiu a morte do mestre dos dois exércitos Turpílio e do mestre da cavalaria Vigilância e Jóvio mandou matar os dois.
Jóvio era amigo de Alarico e apoiador de Estilicão e, portanto, o novo governo estava aberto a negociações. Alarico foi a Rimini para encontrar Jóvio e oferecer suas demandas. Alarico queria tributo anual, em ouro e grãos, e terras nas províncias da Dalmácia, Nórica e Vêneto para seu povo. Jóvio também escreveu em particular para Honório, sugerindo que, se Alarico recebesse a oferta de mestre de todos os soldados, eles poderiam diminuir as outras exigências dele. Honório rejeitou o pedido de um cargo romano e enviou uma carta insultuosa a Alarico, que foi lida nas negociações.

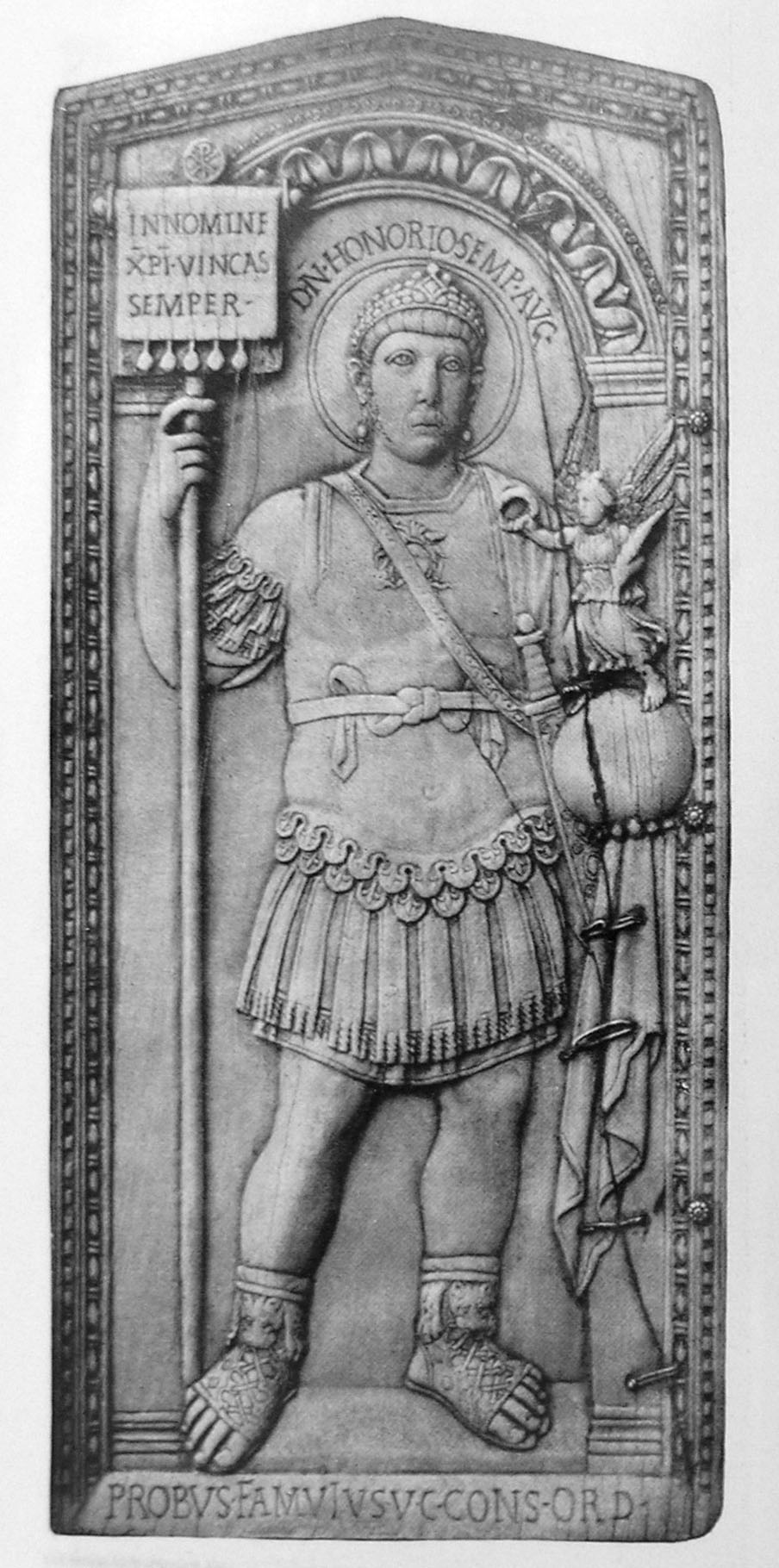
Imperador romano ocidental Honório representado no díptico consular de Anício Petrôncio Probo (406)

Enfurecido, Alarico interrompeu as negociações e Jóvio voltou para Ravena para fortalecer seu relacionamento com o imperador. Honório agora estava firmemente comprometido com a guerra e Jóvio jurou pela cabeça do imperador nunca fazer as pazes com Alarico. O próprio Alarico logo mudou de ideia quando soube que Honório estava tentando recrutar 10 mil hunos para lutar contra os godos. Ele reuniu um grupo de bispos romanos e os enviou a Honório com seus novos mandatos. Ele não buscava mais um cargo romano ou tributo em ouro. Ele agora só pedia terras na Nórica e todos os grãos que o imperador considerasse necessários. O historiador Olimpiodoro, o Jovem, escrevendo muitos anos depois, considerou esses termos extremamente moderados e razoáveis. Mas era tarde demais: o governo de Honório, vinculado por juramento e intenção de guerra, rejeitou a oferta. Alarico então marchou sobre Roma. Os 10 mil hunos nunca se materializaram.
Alarico tomou Porto e renovou o cerco de Roma no final de 409. Diante do retorno da fome e da doença, o Senado se reuniu com Alarico. Ele exigiu que nomeassem um dos seus como imperador para rivalizar com Honório e instigou a eleição do idoso Prisco Átalo para esse fim, um pagão que se permitiu ser batizado. Alarico foi então nomeado mestre de todos os soldados, seu cunhado Ataulfo recebeu o cargo de conde dos cavaleiros domésticos (comes domesticorum equitum) no novo governo rival e o cerco foi levantado.
Heracliano, governador da rica província da África, permaneceu leal a Honório. Prisco Átalo enviou uma força romana para subjugá-lo, recusando-se a enviar soldados godos para lá por desconfiar de suas intenções. Átalo e Alarico então marcharam para Ravena, forçando algumas cidades no norte da Itália a se submeterem a Átalo. Honório, extremamente temeroso com essa reviravolta nos acontecimentos, enviou Jóvio e outros a Átalo, suplicando que compartilhassem o Império Ocidental. Átalo disse que só negociaria no local de exílio de Honório. Jóvio, por sua vez, mudou para o lado de Átalo e foi nomeado patrício por seu novo mestre. Jóvio queria que Honório também fosse mutilado (algo que se tornaria comum no Império Oriental), mas Átalo rejeitou.
Cada vez mais isolado e agora em puro pânico, Honório se preparava para fugir para Constantinopla quando 4 mil soldados romanos orientais apareceram nas docas de Ravena para defender a cidade. A chegada deles fortaleceu a resolução de Honório de aguardar notícias do que havia acontecido na África: Heracliano derrotou as forças de Átalo e cortou suprimentos para Roma, ameaçando outra fome na cidade. Alarico queria enviar soldados godos para invadir a África e proteger a província, mas Átalo recusou novamente, desconfiado das intenções dos visigodos naquela região. Aconselhado por Jóvio a acabar com seu imperador fantoche, Alarico convocou Átalo a Rimini e cerimonialmente despiu-o de seus trajes e títulos imperiais no verão de 410. Alarico então reabriu as negociações com Honório.

### Terceiro cerco e saque

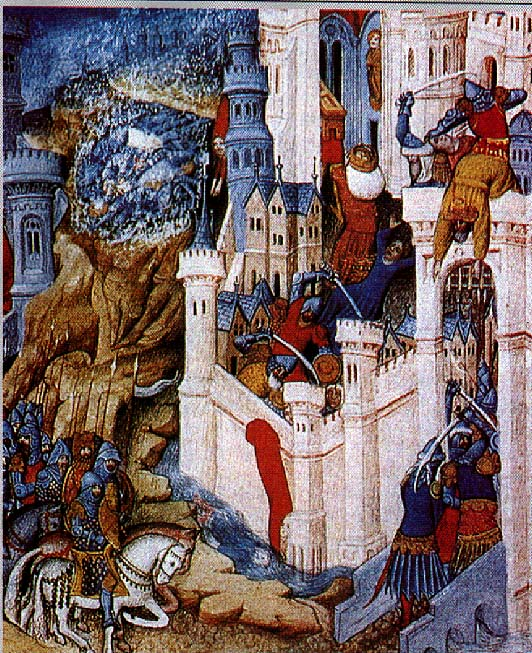
Uma miniatura francesa anacrônica do século XV retratando o saco de 410

Honório marcou um encontro com Alarico a cerca de 12 quilômetros de Ravena. Enquanto Alarico esperava no local da reunião, Saro, que era um inimigo jurado de Ataulfo e agora aliado de Honório, atacou Alarico e seus homens com uma pequena força romana. Peter Heather especula que Saro também perdeu a eleição para a realeza dos godos para Alarico na década de 390.
Alarico sobreviveu ao ataque e, indignado com a traição e frustrado com todos os fracassos anteriores de acomodação, desistiu de negociar com Honório e voltou para Roma, cidade que ele sitiou pela terceira e última vez. Em 24 de agosto de 410, os visigodos entraram em Roma pelo Porta Salária, segundo alguns aberta por traição, segundo outros por falta de comida, e pilharam a cidade por três dias.
Muitos dos grandes edifícios da cidade foram saqueados, incluindo os mausoléus de Augusto e Adriano, nos quais muitos imperadores romanos do passado foram enterrados; as cinzas das urnas em ambos os túmulos foram espalhadas. Todo e qualquer bem móvel foi roubado em toda a cidade. Alguns dos poucos lugares que os godos pouparam foram as duas basílicas principais conectadas a Pedro e Paulo, embora do Palácio de Latrão eles tenham roubado um enorme cibório de prata de 2 025 libras que havia sido um presente de Constantino. Os danos estruturais aos edifícios foram em grande parte limitados às áreas próximas ao antigo Senado e ao Portão Salarian, onde os Jardins de Sallust foram queimados e nunca reconstruídos. A Basílica Aemilia e a Basílica Julia também foram queimadas.
Os cidadãos da cidade ficaram arrasados. Muitos romanos foram levados cativos, incluindo a irmã do imperador, Gala Placídia . Alguns cidadãos seriam resgatados, outros vendidos como escravos e outros ainda estuprados e mortos. Pelágio, um monge romano da Grã-Bretanha, sobreviveu ao cerco e escreveu um relato da experiência em uma carta a uma jovem chamada Demétria.

Esta calamidade sombria acabou, e você mesmo é uma testemunha de como Roma, que comandava o mundo, ficou pasma com o alarme da trombeta gótica, quando aquela nação bárbara e vitoriosa invadiu suas paredes e abriu caminho através da brecha. Onde estavam então os privilégios de nascimento e as distinções de qualidade? Não foram todas as classes e graus nivelados naquela época e promiscuamente amontoados? Cada casa era então um cenário de miséria e igualmente cheia de tristeza e confusão. O escravo e o homem de qualidade estavam nas mesmas circunstâncias e, em todos os lugares, o terror da morte e do massacre era o mesmo, a menos que possamos dizer que o susto causou a maior impressão naqueles que tinham maior interesse em viver.
Muitos romanos foram torturados para revelar a localização de seus objetos de valor. Uma delas foi Santa Marcela, que tinha 84 anos na época e não tinha ouro escondido já que vivia em pobreza piedosa. Ela era amiga íntima de São Jerônimo e ele detalhou o incidente em uma carta a uma mulher chamada Principia, que estivera com Marcela durante o saque.

Quando os soldados entraram [na casa de Marcela], ela disse tê-los recebido sem nenhum olhar de alarme; e quando lhe pediram ouro, ela apontou para seu vestido grosseiro para mostrar que não tinha nenhum tesouro enterrado. No entanto, eles não acreditaram em sua pobreza autoescolhida, mas a açoitaram e bateram nela com cassetetes. Diz-se que ela não sentiu dor, mas se jogou a seus pés e implorou em lágrimas por você [Principia], para que você não fosse tirada dela ou, devido à sua juventude, tivesse que suportar o que ela, uma velha mulher, não tinha motivo para temer. Cristo amoleceu seus corações duros e mesmo entre espadas manchadas de sangue o afeto natural fez valer seus direitos. Os bárbaros levaram você e ela para a basílica do apóstolo Paulo, para que você pudesse encontrar lá um lugar seguro ou, se não isso, pelo menos um túmulo.
Marcela morreu devido aos ferimentos alguns dias depois.
O saque foi, no entanto, pelos padrões da época (e de todas as épocas), foi contido. Não houve massacre geral dos habitantes e as duas basílicas principais de Pedro e Paulo foram nomeadas lugares de santuário. A maioria dos edifícios e monumentos da cidade sobreviveram intactos, embora sem seus objetos de valor.
Refugiados de Roma inundaram a província da África, bem como o Egito e o Oriente. Alguns refugiados foram roubados enquanto buscavam asilo e São Jerônimo escreveu que Heracliano, o governador provincial da África, vendeu alguns dos jovens refugiados para bordéis orientais.

Quem acreditaria que Roma, construída pela conquista do mundo inteiro, ruiu, que a mãe das nações se tornou também seu túmulo; que as costas de todo o Oriente, do Egito, da África, que outrora pertenceram à cidade imperial, foram preenchidas com as hostes de seus servos e servas, que todos os dias deveríamos receber nesta santa Belém homens e mulheres que antes eram nobres e abundantes em todo tipo de riqueza, mas agora estão reduzidas à pobreza? Não podemos aliviar esses sofredores: tudo o que podemos fazer é simpatizar com eles e unir nossas lágrimas às deles. [...] Não há uma única hora, nem um único momento, em que não estejamos aliviando multidões de irmãos e o silêncio do mosteiro se transformou no alvoroço de uma casa de hóspedes. E tanto é este o caso que devemos fechar nossas portas ou abandonar o estudo das Escrituras das quais dependemos para mantê-las abertas. [...] Quem poderia se orgulhar quando a fuga do povo do Ocidente e dos lugares sagrados, apinhados como estão de fugitivos sem um tostão, nus e feridos, revelam claramente as devastações dos bárbaros? Não podemos ver o que aconteceu, sem lágrimas e gemidos. Quem teria acreditado que a poderosa Roma, com sua segurança descuidada de riqueza, seria reduzida a tais extremos a ponto de precisar de abrigo, comida e roupas? E ainda, alguns são tão duros e cruéis que, em vez de mostrar compaixão, eles quebram os trapos e trouxas dos cativos e esperam encontrar ouro sobre aqueles que não são nada além de prisioneiros.
O historiador Procópio registra uma história em que, ao ouvir a notícia de que Roma havia "perecido", Honório ficou inicialmente chocado, pensando que a notícia se referia a uma galinha favorita que ele havia batizado de "Roma":
Naquela época, dizem que o imperador Honório em Ravena recebeu a mensagem de um dos eunucos, evidentemente um guardião das aves domésticas, de que Roma havia morrido. E ele gritou e disse: 'E ainda assim ele acabou de comer de minhas mãos!' Pois ele tinha um galo muito grande, chamado Roma; e o eunuco compreendendo suas palavras disse que era a cidade de Roma que havia perecido nas mãos de Alarico e o imperador, com um suspiro de alívio, respondeu rapidamente: 'Mas eu pensei que minha ave Roma havia perecido.' Tão grande, dizem eles, foi a loucura com que este imperador foi possuído.

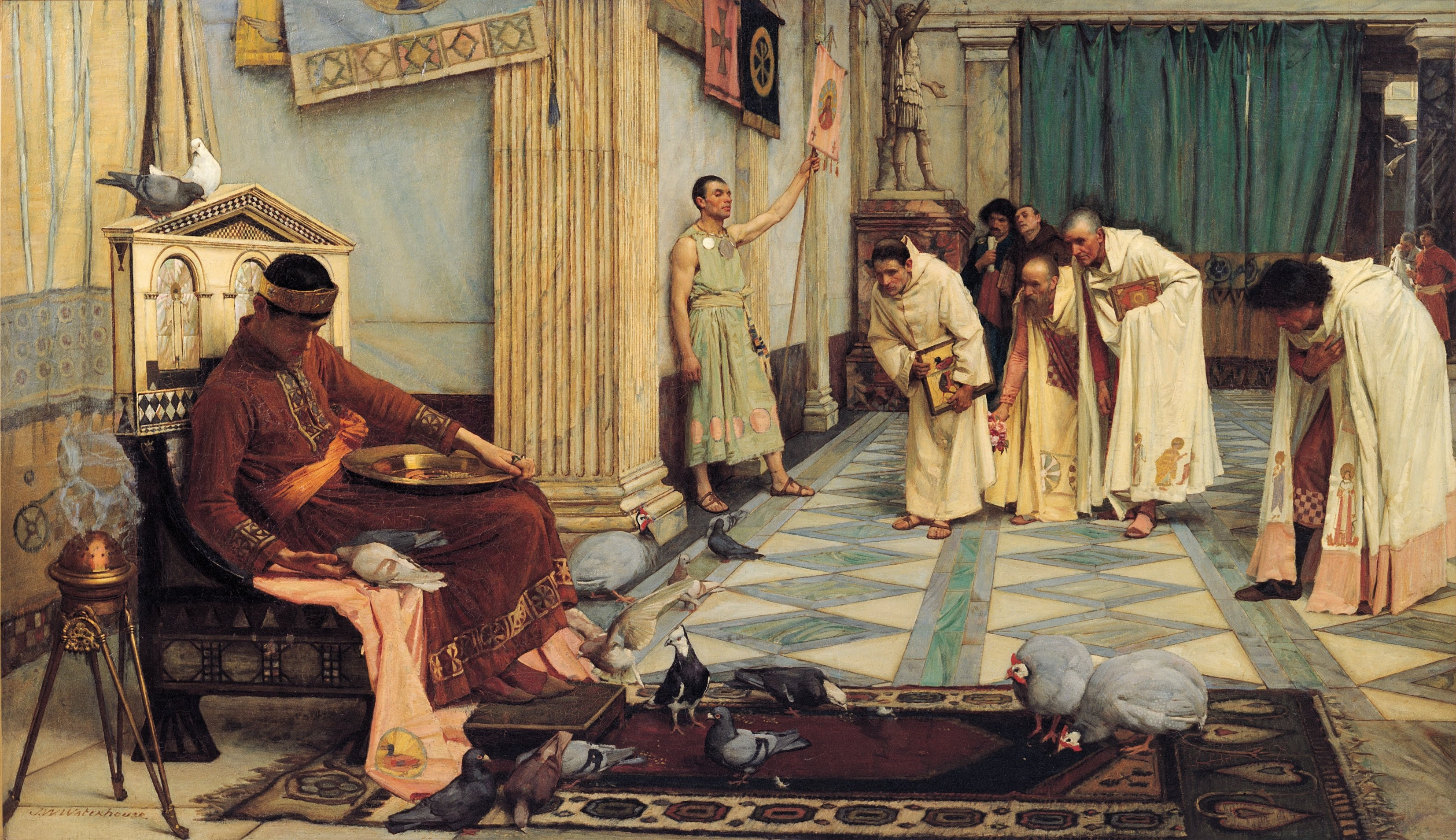
Os Favoritos do Imperador Honório, de John William Waterhouse, 1883

Embora o conto seja considerado falso por historiadores mais recentes, como Edward Gibbon, ele é útil para entender a opinião pública romana em relação a Honório. Com relação à anedota, foi recentemente demonstrado que as observações de pássaros no trabalho de Procópio tinham conexão direta com Roma e seus governantes em potencial. O galo da história e Roma não eram duas entidades, mas uma, a oportunidade de Honório de ser um imperador governando os dois lados do império.

## Consequências

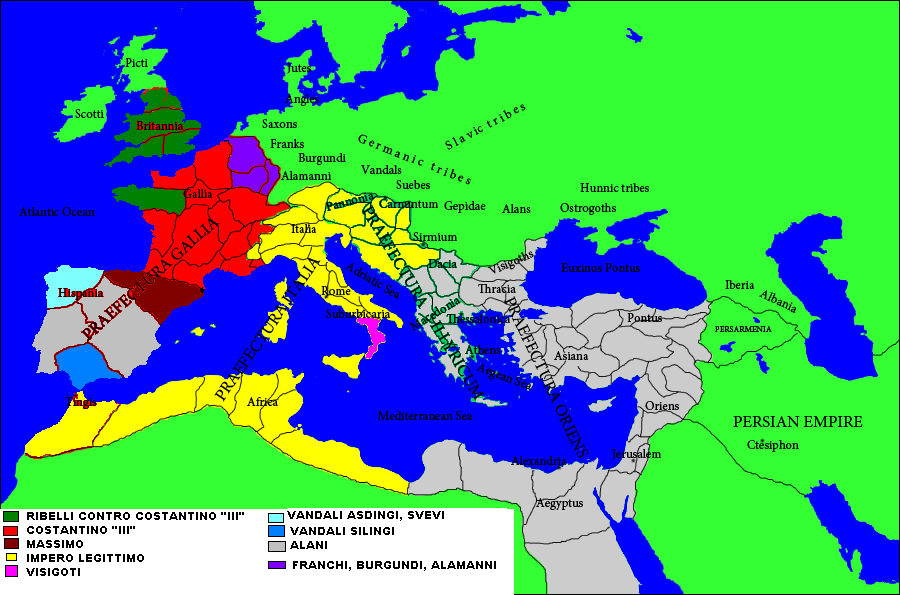
A situação política caótica do Império Romano no final do ano 410:
Império Romano Ocidental legítimo sob Honório
Área controlada pelo usurpador Constantino III
Área em revolta contra Constantino III
Francos, alamanos e burgúndios
Área controlada pelo usurpador Máximo da Hispânia
Vândalos silingos
Vândalos asdingos e suevos
Alanos
Visigodos

Após três dias de saques e pilhagens, Alaric deixou Roma rapidamente e se dirigiu ao sul da Itália. Ele levou consigo as riquezas da cidade e uma valiosa refém, Galla Placidia, irmã do imperador Honório. Os visigodos devastaram a Campânia, a Lucânia e a Calábria. Nola e talvez Cápua foram saqueados, e os visigodos ameaçaram invadir a Sicília e a África. No entanto, eles não puderam cruzar o estreito de Messina porque os navios que haviam reunido naufragaram por uma tempestade. Alaric morreu de doença em Consentia no final de 410, poucos meses após o despedimento. Segundo a lenda, ele foi enterrado com seu tesouro por escravos no leito do rio Busento. Os escravos foram mortos para esconder sua localização. Os visigodos elegeram Ataulf, o cunhado de Alaric, como seu novo rei. Os visigodos então se mudaram para o norte, rumo à Gália. Ataulf se casou com Galla Placidia em 414, mas morreu um ano depois. Os visigodos estabeleceram o Reino Visigótico no sudoeste da Gália em 418, e eles iriam ajudar o Império Romano Ocidental a lutar contra Átila, o Huno na Batalha dos Campos Catalaunianos em 451.
A invasão visigótica da Itália fez com que os impostos sobre a terra caíssem de um quinto a um nono de seu valor pré-invasão nas províncias afetadas. A munificência aristocrática, o apoio local de edifícios públicos e monumentos pelas classes altas, terminou no centro-sul da Itália após o saque e pilhagem dessas regiões. Usando o número de pessoas que recebem ajuda alimentar como guia, Bertrand Lançon estima que a população total da cidade de Roma caiu de 800 000 em 408 para 500 000 em 419.
Esta foi a primeira vez que a cidade de Roma foi saqueada em quase 800 anos, e isso revelou a crescente vulnerabilidade e fraqueza militar do Império Romano Ocidental. Foi chocante para as pessoas de ambas as metades do Império que viam Roma como a cidade eterna e o coração simbólico de seu império. O imperador romano oriental Teodósio II declarou três dias de luto em Constantinopla. São Jerônimo escreveu com pesar: "Se Roma pode perecer, o que pode estar seguro?". Em Belém, ele detalhou seu choque no prefácio de seu comentário sobre Ezequiel .

[...] informações repentinamente me trouxeram sobre a morte de Pamáquio e Marcela, o cerco de Roma e o adormecimento de muitos de meus irmãos e irmãs. Fiquei tão estupefato e consternado naquele dia e noite que não conseguia pensar em nada além do bem-estar da comunidade; parecia que eu estava compartilhando o cativeiro dos santos e não podia abrir meus lábios até saber algo mais definido; e o tempo todo, cheio de ansiedade, oscilava entre a esperança e o desespero, e me torturava com os infortúnios de outras pessoas. Mas quando a luz brilhante de todo o mundo foi apagada, ou melhor, quando o Império Romano foi decapitado, e, para falar mais corretamente, o mundo inteiro pereceu em uma cidade, 'Fiquei mudo e me humilhei, e fiquei em silêncio de boas palavras, mas minha dor irrompeu de novo, meu coração brilhou dentro de mim e, enquanto eu meditava, o fogo se acendeu.'
O Império Romano nessa época ainda estava no meio de um conflito religioso entre pagãos e cristãos. O saque foi usado por ambos os lados para reforçar suas reivindicações concorrentes de legitimidade divina. Paulo Orósio, um sacerdote e teólogo cristão, acreditava que o saque era a ira de Deus contra uma cidade orgulhosa e blasfema e que foi somente pela benevolência de Deus que o saque não foi tão severo. Roma havia perdido sua riqueza, mas a soberania romana perdurava e que, ao falar com os sobreviventes em Roma, alguém pensaria que "nada aconteceu". Outros romanos achavam que o saque era uma punição divina por conta do afastamento dos deuses pagãos tradicionais. Zósimo, um historiador pagão romano, acreditava que o cristianismo, por meio do abandono dos antigos ritos tradicionais, havia enfraquecido as virtudes políticas do Império e que as más decisões do governo imperial que levaram ao saque foram devidas à falta do respeito aos deuses.
Os ataques religiosos e políticos ao cristianismo estimularam Santo Agostinho a escrever uma defesa, A Cidade de Deus, que se tornou fundamental para o pensamento cristão.
O saque foi a culminação de muitos problemas terminais enfrentados pelo Império Romano Ocidental. Rebeliões e usurpações domésticas enfraqueceram o Império diante das invasões externas. Esses fatores prejudicariam permanentemente a estabilidade do Império Romano no oeste. O exército romano, entretanto, tornou-se cada vez mais bárbaro e desleal. Um saque mais severo de Roma pelos vândalos aconteceu no ano de 455 e o Império Romano Ocidental finalmente entrou em colapso em 476 quando o germânico Odoacro removeu o último imperador romano ocidental, Rômulo Augusto, e se declarou rei da Itália.